# Illa de Bylot
L'illa de Bylot (en anglès Bylot Island) és una de les illes de l'Arxipèlag Àrtic Canadenc, pertanyent al territori de Nunavut, situada al nord-oest de l'illa de Baffin, de la qual està separada per l'Eclipse Sound. Amb 11.067 km², és la 71a illa més gran del món i la 17a del Canadà. Tot i que no disposa de cap nucli de població permanent, els inuits de Mittimatalik (Pond Inlet) i d'arreu de Baffin s'hi traslladen amb regularitat.
Gairebé la totalitat de l'illa forma part del Parc Nacional de Sirmilik, que comprèn un gran nombre de somorgollaires de Brünnich (Uria lomvia), gavinetes de tres dits (Rissa tridactyla) i grans oques de les neus (Chen caerulescens).
L'illa fou batejada en memòria de l'explorador àrtic Robert Bylot.
Les muntanyes Byam Martin, que travessen l'illa d'est a oest, formen part de les muntanyes de Baffin, pertanyents a la serralada Àrtica.